# Един Шехич
Един Шехич (босн. Edin Šehić, нар. 3 лютого 1995, Загреб) — хорватсько-боснійський футболіст, фланговий півзахисник клубу «Ворскла».

## Клубна кар'єра
Народився 3 лютого 1995 року в місті Загреб в родині боснійців з міста Завидовичі. Його батько Юсуф теж був футболістом і грав за місцеву команду «Кривая» (Завидовичі). 
З п'ятирічного віку Един почав тренуватися в «Дубраві», а потім приєднався до молодіжної команди «Загреба» у віці дев'яти років. Через три роки, у віці 12 років, він став наймолодшим футболістом, який підписав молодіжний контракт з командою «Загреб». У 2013 році Шехич підписав семирічну угоду з клубом і був переведений до першої команди, в якій провів чотири сезони, взявши участь у 74 матчах чемпіонату.
22 квітня 2017 року Шехич перейшов у «Хайдук» (Спліт), втім у новій команді не заграв і здавався в оренду в словенський «Рудар» (Веленє), а 9 січня 2019 року Шехич розірвав контракт з клубом за взаємною згодою. 
22 січня 2019 року він підписав контракт з українським клубом Прем'єр-ліги «Ворскла».

## Виступи за збірні
2013 року дебютував у складі юнацької збірної Боснії і Герцеговини, взяв участь у 2 іграх на юнацькому рівні.
2014 року залучався до складу молодіжної збірної Боснії і Герцеговини. На молодіжному рівні зіграв в одному офіційному матчі.

## Досягнення
- Фіналіст Кубка України: 2019/20